# Erik Rudý
Erik Rudý (ve staré severštině Eiríkr rauði, norsky Eirik Raude; kolem 950 – asi 1003) byl objevitelem a prvním evropským osadníkem a průzkumníkem na pobřeží Grónska (asi roku 982). Patronymicky se jmenoval Erik Thorvaldsson (Eiríkr Þorvaldsson), svou přezdívku asi získal podle rudých vlasů a vousu, ale možná i podle své prudké povahy.
Historickým pramenem pro údaje o životě Erika Rudého je Sága o Eriku Rudém a islandská kronika Landnamabok. Protože ságy byly především literárním útvarem, nemusí být konkrétní události v nich popisované zcela přesně. Základní historická fakta však bezesporu obsahují.

## Erik vrahem
Erikův otec Thorvald Asvaldsson byl sedlák a žil na severozápadě Norska v okresu Jaeder. Kolem roku 960 se zapletl do nějaké vraždy a byl s celou rodinou ze země vyhoštěn. Rodina založila farmu v Haukadalu, v jednom ze západních zálivů na Islandu. Erik se podle Ságy oženil s Thordildou (nebo Thjodhildou?). Začal hospodařit v Haukadalu, ale kvůli vraždě (snad pomstě za zabití několika svých čeledínů) se musel přestěhovat, podle Ságy na ostrůvek Öxney v Breidafjordu. Zde se záhy opět projevila Erikova násilnická povaha. Když si u svého přítele a souseda Thorgesta uložil několik zděděných ozdobených trámů (setstokkr), jež měly určitou mystickou hodnotu, a on je odmítal vrátit, Erik přišel a sám si je vzal. Při následném pronásledování Erik usmrtil dva Thorgestovy syny. Byl uznán vinným z dvojnásobné vraždy a althing ho asi roku 982 na tři roky vyhostil ze země.

## Vyhnanství
Erik se dostal do situace, kdy věděl, že ani po návratu do Norska nebude mít v zemi dobrou pověst. Když si vzpomněl na vyprávění islandských mořeplavců, kteří slyšeli o útesových březích zhruba 500 km západně od Islandu, rozhodl se najít zemi, v níž by se mohl trvale usadit, v této oblasti. Útesy na západě spatřil takřka o sto let dříve Gunnbjorn, syn Ulfa Krakese, když sem byl přihnán nevlídným větrem, a zemi pojmenoval Gunnbjarnarsker, po něm snad břehy Grónska spatřil jako první Nor Snäbjorn Galti.
Přesto je za skutečného objevitele Grónska považován Erik Rudý, který dorazil k severovýchodnímu výběžku ostrova a pak hledal při pobřeží půdu, která by byla vhodná k přežití. Zkoumal fjord za fjordem a nakonec připlul do jižních a jihozápadních oblastí Grónska, kde je podnebí zmírňováno Golfským proudem. Zde už byla země z velké části bez ledu a měla obdobné podmínky jako sever Norska. Podle Ságy strávil Erik první zimu na ostrově Eiriksey, druhou zimu v Eiriksholmaru a později v Hvarfsgnipa, poslední léto prozkoumal vzdálený sever od Snaefellu po Hrafnsfjord. Zcela se věnoval úsilí o nalezení nejvhodnějšího místa pro trvalý pobyt.

## Osídlení Grónska
Když se po třech letech vyhnanství vrátil Erik asi r. 985 domů, začal propagovat myšlenku na kolonizaci ostrova. Zřejmě aby naladil své krajany, začal ostrov označovat jménem Zelená země (Groenland). Záměrně ho líčil v příznivějších barvách, a protože Island začal být relativně přelidněný a byl tu nedostatek dobré půdy, mnozí sedláci se rozhodli odplout s Erikem na zaslíbený ostrov. Islanďané vystavěli v Breidafjordu 25 lodí a už v létě se vydali na obtížnou plavbu. 
Kolem 500 kolonistů včetně žen a dětí nalodilo veškerý svůj majetek včetně domácího zvířectva. I proto cíle v Grónsku dosáhlo jen 14 lodí. Některé byly zahnány zpět na Island, jiné ztroskotaly a potopily se. Nejbližším Erikovým druhem byl sedlák Herjúlf, jehož syn Bjarni Herjólfsson se později proslavil takřka stejně jako Erik Rudý. Erik a Herjúlf se stali náčelníky dvou osad, které Islanďané založili. Obě ležely na západním břehu: severnější osadě Vestribyggd (Západní osada, pozdější Godthåb, dnešní Nuuk) vládl Herjúlf, Erik založil Východní osadu, Eystribyggd (pozdější Julianhåb, dnešní Qaqortoq). Archeologicky byla prokázána tzv. Střední osada mezi oběma současnými městy, ale mnozí historikové se domnívají, že jde o část Západní osady.
Islanďané museli v Grónsku čelit tvrdým podmínkám. Jako zemědělci se tu živili hlavně chovem dobytka, ale začali se zabývat i lovem zvěře a rybařením. Erik zřejmě věřil, že v Grónsku najde podmínky pro pěstování ječmene, ale semenu dovezenému z Islandu se příliš nedařilo. Chléb a pivo byly v Grónsku vzácností. Velkým problémem bylo stavební dřevo, neboť zakrslé břízy a vrby sotva postačovaly jako topivo. Přes tyto potíže osady rostly a z Islandu připlouvali další kolonisté. Archeologové vykopali především dosti velké stáje pro dobytek. Styky s domorodci – Inuity (Eskymáci) – nebyly příliš časté, ti žili tehdy severněji a obě komunity na sebe narážely jen při loveckých výpravách.

## Poslední léta
Erik Rudý měl se svou ženou údajně čtyři děti – dceru Freydís a syny Leifa, Thorvalda a Thorsteina. Leif Eriksson byl zřejmě prvním Evropanem, který přistál na americké pevnině a její severovýchodní pobřeží prozkoumal. Podle Ságy byl vyslancem norského krále Olafa Tryggvassona, který jej vyslal do Grónska jako křesťanského misionáře. Skutečně zde měl úspěch, třebaže se asi setkal s odporem svého otce; Erik zůstal do smrti pohanem. Sága ironicky poznamenává, že po tomto odmítnutí už s ním Leifova matka Thordilda odmítala sdílet lože. Časem se křesťanství v Grónsku upevnilo a v obou osadách bylo množství kostelů a dokonce dva kláštery. 
Erik Rudý zemřel asi roku 1003, možná o několik let dříve. Údaje hovoří, že skupina imigrantů, kteří předtím připluli z Islandu, s sebou přivezla epidemii, která kolonii zdecimovala. Erik byl mezi jejími oběťmi.